# Oslofjordtunnelen
Oslofjordtunnelen er en undersøisk vejtunnel under Oslofjorden i Norge. Tunnelen går mellem Drøbak i Frogn kommune og Verpen i Hurum kommune, og er en del af rigsvej 23. Tunnelen er 7306 meter lang, og på det dybeste 134 meter under havet. Største stigning i tunnelen er 7%. Oslofjordtunnelen og resten af Oslofjordforbindelsen blev åbnet af Kong Harald V den 29. juni 2000. Den er en alternativ vejforbindelse under Oslofjorden, uden om Oslo, og den erstatter færgestrækningen mellem Drøbak og Storsand.
 Oslofjordtunnelen har et spor i hver retning og en ekstra krybebane på stigningerne. Fartgrænsen i tunnelen er 70 km/t. Tunnelen har fotobokse til automatisk fartmåling, og den har haft videoovervågning siden 15. januar 2005. Oslofjordtunnelen er delvis bompengefinansieret med betalingsanlæg øst for tunnelen.

## Historie
Stortinget vedtog udbygingen af Oslofjordforbindelsen 13. december 1996. Første dynamitsalve blev sprængt 14. april 1997. Arbejdet blev besværliggjort af en svaghedszone med sand og grus, som forsinkede byggeriet. Problemet blev løst ved at de løse sten i svaghedszonen blev frosset.
16. august 2003 blev tunnelen oversvømmet efter at pumpesystemet svigtede. 28. december samme år faldt 12 tons sten ned fra tunneltaget. Efter den hændelse var tunnelen lukket i en uge. Under en inspektion 16. januar 2004 fandt geologerne et nyt område med løse sten i tunnelen, og derefter blev den lukket frem til 2. april. I størstedelen af denne periode sejlede der færger på den gamle rute mellem Drøbak og Storsand.